# Пандолфо I Малатеста
Вижте пояснителната страница за други личности с името Пандолфо Малатеста.
Пандолфо I Малатеста (на италиански: Pandolfo I Malatesta; * ок. 1267, † 6 април 1326) от род Малатеста, е италиански кондотиер, господар на Римини (1317 – 1326) и на Пезаро (1304 – 1306, 1320 – 1326).

## Произход
Той е син на Малатеста да Верукио (* 1212, † 1312), кондотиер, подест на Римини от 1295 г., и на втората му съпруга Маргерита Палтениери ди Монселиче. Има две сестри:
- Мадалена, съпруга на Бернардино да Полента
- Симона († сл. 1355), съпруга на Марко Раниери от Кунео

Има една природена сестра и четирима природени братя, сред които Малатестино I, господар на Римини, и Джовани „Джанчото“, подест на Пезаро.

## Биография
Пандолфо I окупира Сенигалия и Фосомброне, а през 1306 г. успява да завладее Фано, който ограбва като отмъщение за съпротивата срещу него. След като е избран за подест, той иска цялото управление в ръцете си, но малко след това е изгонен от народа на Фано, подстрекаван от Бертран от Гот (съименник и племенник на папа Климент V), провост на марката и следват Сенигалия и Пезаро. Той успява да си върне притежанието на град Пезаро през 1312 г., но само осем години по-късно получава господството над него.
През 1313 г. с няколко помощници тайно влиза във Фано и нарежда много от основните граждани да бъдат убити и хвърлени от прозорците на кметството. Той окупира крепостта и управлява като тиранин, но поради извършените жестокости е принуден да бяга от въстаналия народ. Малко след това окупира солниците в Червия.
През 1317 г. наследява брат си Малатестино I в господството на Римини, но трябва да се бие с папския провост.
Той води и малка война с народа на Сан Марино, която е прекратена с мирния договор от 2 октомври 1322 г.
Един от неговите племенници, графът на Джаджоло Уберто Малатеста, син на Паоло Красивия, подпомогнат от граф Федерико I да Монтефелтро, извършва бързо нахлуване в територията на Римини през 1321 г., плячкосвайки и окупирайки някои замъци. Пандолфо I си отмъщава, като помага на гвелфите от Урбино да прогонят гибелините. Той успява да проникне във Фано, възползвайки се от раздора в града, и за кратко е негов господар.
Хората от Фано искат да приключат с Пандолфо и молят венецианците за помощ. Те се присъединяват, но са възпрепятствани от папата, близък приятел на Пандолфо, и заплашени с война и отлъчване.
През 1324 г. той е посветен в рицарство от Оде дьо Фоа, виконт на Лотрек, но има народа на Урбино срещу себе си, който предпочита своите древни владетели от рода Да Монтефелтро. Пандолфо I тръгва срещу Урбино, но е победен от графа на Монтефелтро.
През 1324 г. нарежда да убият Уберто в неговия замък Сеола близо до Ронкофредо, а тялото му, затворено в чувал, е отнесено до Меркато Сарачено и изоставено на площада.
Той умира през 1326 г., като е наследен от своя племенник Ферантино Малатеста.

## Брак и потомство
∞ за Тадеа да Римини (* 1267) от която има двама сина и една дъщеря:
- Малатеста III Малатеста (* 1299, † 27 август 1364, Римини), кондотиер, господар на Пезаро (1326 – 1330, 1333 – 1340), Римини (1335 – 1363), Анкона, Асколи Пичено, Католика, Фосомброне, Градара, Йези, Озимо и Реканати; ∞ за Костанца Ондедей, сестра на Менегино и Чечолино Ондедей, господари на Салудечо, от която има един или двама сина и шест дъщери.
- Галеото I Малатеста (* 1299, Римини; † 21 януари 1385, Чезена), кондотиер, господар на Римини (1372 – 1385), Пезаро (1372), Фано, Чезена (1376), Асколи Пичено и Фосомброне; ∞ 1. 7 ноември 1323 за Елиза дьо Ла Вилет († 28 август 1366), дъщеря на Гулиелмо, господар дьо Ла Вилет, племенница на Амелио ди Лотрек, маркграф на Анконската марка, от която има една дъщеря. 2. 1367 за Елизабета да Варано, дъщеря на Родолфо II да Варано, господар на Камерино, от която има четирима сина и една дъщеря
- Катерина Малатеста (* ок. 1322, † ок. 1340, Мантуа), ∞ 1320 г. за Луиджи I Гонзага (* 1267, † 1360), господар на Мантуа, от която има трима сина и една дъщеря.